# Agrostis meyenii
Agrostis meyenii är en gräsart som beskrevs av Carl Bernhard von Trinius. Agrostis meyenii ingår i släktet ven, och familjen gräs. Inga underarter finns listade i Catalogue of Life.